# Кавяцкас, Конрадас
Конрадас Кавяцкас (лит. Konradas Kaveckas; 2 ноября 1905, Тиркшляй, Мажейкяйской районное самоуправление — 8 ноября 1996, Вильнюс) — советский деятель искусств, литовский композитор, дирижёр, органист, педагог, общественный деятель; Народный артист Литовской ССР (1960).

## Биография
Родился в 1905 году в деревне Тиркшляй. Его первым учителем музыки был отец органист. В 1926—1929 годах изучал педагогику в Литовском университете в Каунасе. Был руководителем хора и органистом Литовского университета (1926—1928). В 1929 году окончил Каунасскую музыкальную школу (органный класс Юозаса Науялиса). В 1929—1933 годах учился в Париже — обучался дирижированию и теории композиции в «Схола канторум», игре на органе в Нормальной музыкальной школе и григорианскому хоралу в Григорианском институте. В 1933—1940 годах был руководителем студенческого хора Университета Витовта Великого (Каунас).
Преподаватель теоретических предметов в Народной консерватории в Каунасе, один из организаторов и преподаватель, завуч, директор музыкального училища в Вильнюсе, заведующий кафедрой хорового дирижирования и преподаватель, профессор Вильнюсской консерватории, главный дирижёр хора филармонии в Вильнюсе.
Член КПСС с 1960 года.
Умер в Вильнюсе в 1996 году.

## Награды и звания
- Командор ордена Великого князя Литовского Гядиминаса (1 июля 1994 года).
- Орден Ленина (25 марта 1954 года).
- Орден Дружбы народов (1975)[2].
- Орден «Знак Почёта».
- Народный артист Литовской ССР (1960).